# Till Death Us Do Part (film, 1914)
Till Death Us Do Part est un film muet américain réalisé par Colin Campbell et sorti en 1914.

## Fiche technique
- Réalisation : Colin Campbell
- Scénario : Colin Campbell, d'après une histoire de James Oliver Curwood
- Date de sortie :  États-Unis : 21 décembre 1914

## Distribution
- Kathlyn Williams
- Wheeler Oakman
- Charles Clary